# Flächenbrand (Album)
Flächenbrand ist das sechste Studioalbum der deutschen Band Heldmaschine. Es erschien am 29. September 2023. Als wiederkehrendes Muster wird die COVID-19-Pandemie und deren Folgen, insbesondere auf Fans der Band und die Band selbst, thematisiert.

## Geschichte

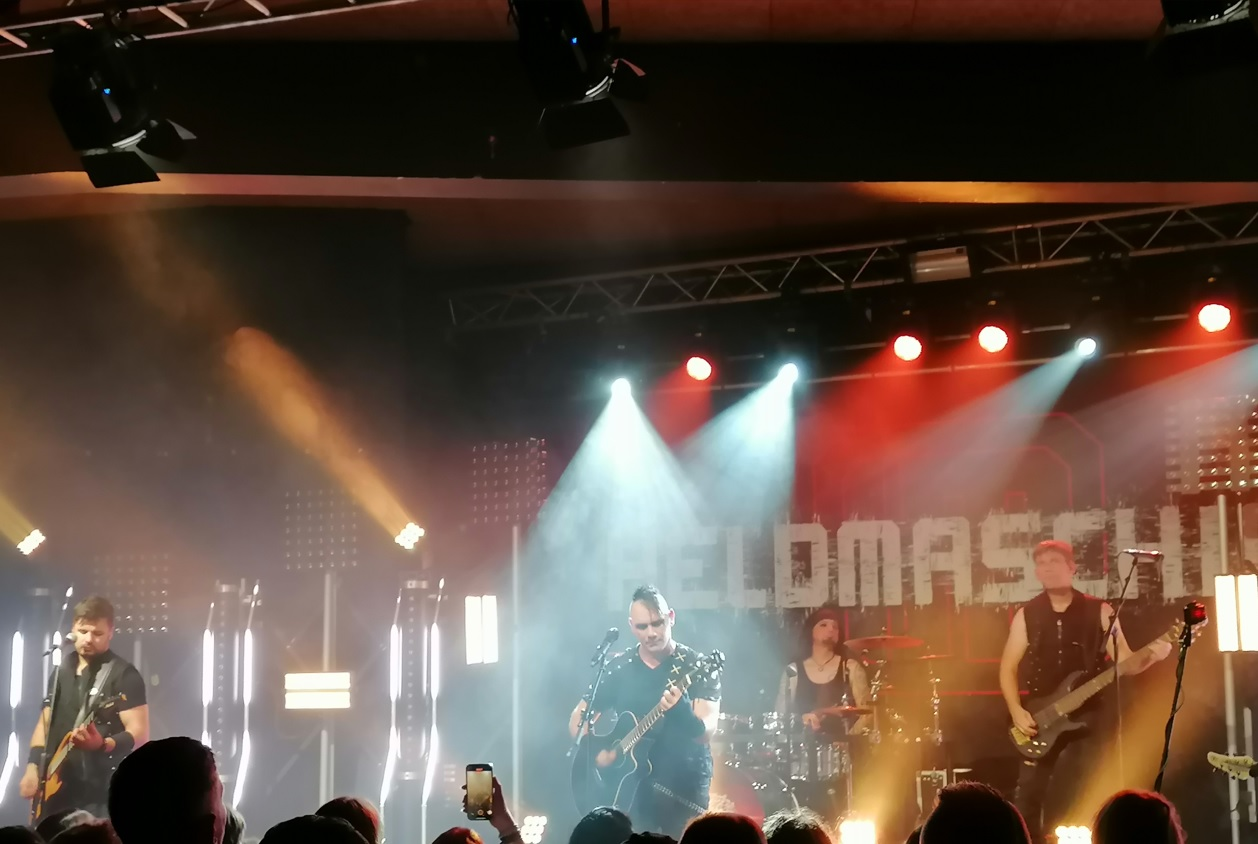
Heldmaschine (2023)

Aufgrund des Lockdowns in Deutschland hatte die Band eine fast vierjährige Produktionsphase für das Album. Am 19. März 2021 erschien die Single Lockdown, die den Lockdown in Deutschland und die damit verbundenen Existenzängste thematisiert. Am 17. Juli 2021 gab die Band über Twitch ein Streaming-Konzert.
Am 31. März 2023, zwei Jahre später, erschien schließlich die Single Sucht. Am 9. Juni 2023 wurde mit Hast Du Angst die dritte Single ausgekoppelt.
Die vierte Single Monoton erschien schließlich zeitgleich mit dem Studioalbum am 29. September 2023. Die Band erklärte, dass sie sich beim Lied von der Band Kraftwerk beeinflussen lassen hat. Das Lied Where is my mind ist eine Coverversion von Where Is My Mind? von der US-amerikanischen Rockband Pixies.
Am 5. Oktober 2023 startete die Flächenbrand-Tour.

## Allgemeines

### Versionen
Das Album Flächenbrand wurde am 29. September 2023 in Deutschland veröffentlicht und erschien als CD und MP3-Download.

### Illustration
Das Cover zeigt ein mechanisches, an einen Motor erinnerndes Gehirn. Das Gehirn scheint über einer Schwellenmarkierung eines Rollfelds zu schweben, im Hintergrund sieht man eine brennende Landschaft. Unter dem mechanischen Gehirn befinden sich der Bandname und Albumtitel in weißer Schrift.

## Titelliste
| #  | Titel                | Länge |
| -- | -------------------- | ----- |
| 1  | Lockdown             | 4:19  |
| 2  | Monoton              | 5:46  |
| 3  | Übermensch           | 3:22  |
| 4  | Stumme Schreie       | 4:08  |
| 5  | Hast Du Angst        | 5:31  |
| 6  | Das Argument         | 4:55  |
| 7  | Tunnelblick          | 4:22  |
| 8  | Bestie               | 4:54  |
| 9  | Sucht                | 4:53  |
| 10 | Sein oder nicht Sein | 4:14  |
| 11 | Flächenbrand         | 3:19  |
| 12 | Where is my mind     | 3:57  |

## Rezeption
Julia Susewind für Vollgas Richtung Ruck befindet, dass das Album „die beste Neuerscheinung“ wäre, die sie bisher gehört hätte. Sie lobt den harten, mit elektronischen Elementen geschmückten und durchaus auch finstere Sound der Band. Final vergibt sie zehn von zehn möglichen Punkten.

„Heldmaschine haben mit ihrem 6. Studioalbum definitiv einen Flächenbrand verursacht. Auf der Reise durch das Album wird nichts stehen gelassen, außer die Musik! Musik, die am Ende in unseren Köpfen, Ohren und vor allem im Herzen bleibt.“